# Nikolaus Lenau
Nikolaus Lenau (Csatad, 25 d'agost de 1802 - Oberdöbling, Viena, 22 d'agost de 1850), pseudònim de Nikolaus Franz Niembsch, baró de Strehlenau (signava les seues obres amb les dues darreres síl·labes del seu títol nobiliari), va ser un escriptor austríac de l'època Biedermeier. Va nàixer l'any 1802 a Csatad, l'actual Lenauheim a Romania, una localitat que pertanyia al Regne d'Hongria, i va morir l'any 1850 a Oberdöbling, avui dia un barri de Viena. Poeta del mal du siècle, la seua estètica és pròxima a la de Jean Paul en la vena del Weltschmerz. Sovint se l'ha comparat a Byron. Patològicament inestable, va encaixar en el paper de « beau ténébreux » abans de caure en la bogeria.

## Biografia
Son pare, funcionari de la monarquia dels Habsburgs, va morir a causa d'una vida dissipada l'any 1807, deixant els seus fills a cura de llur mare, la qual va tornar-se a casar l'any 1811. El 1819, Lenau va ingressar a la Universitat de Viena, on va estudiar filosofia i agricultura. Després, a Bratislava, va estudiar el dret hongarès, i posteriorment va estudiar medicina durant quatre anys. Aquests canvis presagien els dubtes i insatisfaccions futurs del poeta. Finalment va ser incapaç de decidir-se per un ofici i no va acabar els estudis. Aleshores va provar amb la literatura, amb alguns versos de joventut. La mort de son pare el va afectar menys que la de la sa mare, ocorreguda l'any 1829; una dona tendra amb els seus fills i molt devota. Aquesta mort va ser per a ell com el senyal d'una Providència injusta, i contribuí a fer que abandonara les creences de la seua infantesa. La seua tendència a la malenconia es va veure dràsticament incrementada per aquest fet. Va ser malgrat això, o gràcies a això, que entre 1832 i 1844 va entrar en un període de fecunda creació? El fet és que en aquest període va donar a la llum una important obra. Una herència que va rebre de la seua àvia li va permetre de consagrar-se exclusivament a la poesia. A més, va gaudir de la primera publicació d'obres seues: uns poemes al periòdic Aurora, editat pel jove Johann Gabriel Seidl.
A principis del mes de novembre de 1831, Lenau se'n va anar a Heidelberg amb el propòsit de passar un examen per a esdevenir metge. Va albergar-se al « Rei de Portugal » (n°146 del carrer principal). Hi va conèixer el poeta i professor Gustav Schwab, qui va fer que l'editor Cotta li publicara els seus poemes. Va participar en la creació d'una associació d'estudiants, « Frankonia », que va ser autoritzada pel senat després de nombrosos esforços infructuosos. L'any 1831 va traslladar-se a Stuttgart, on va publicar el recull Gedichte (1832) dedicat a Gustav Schwab. Ací va tenir l'oportunitat de relacionar-se amb Ludwig Uhland, Justinus Kerner, Karl Mayerl i d'altres; però el seu esperit inquiet somniava amb un canvi. Avorrit del seu entorn, disgustat amb Europa — « europamüde » segons l'expressió de l'època — va determinar buscar la pau i la llibertat als Estats Units d'Amèrica.
Volia veure-hi la natura verge i grandiosa, escoltar l'estrèpit de les cascades del Niàgara, trobar un poble fogós i nou. Aquest pensament l'obsedia, i ràpidament va decidir partir. A l'octubre de 1832, després d'una llarga travessia, va desembarcar a Baltimore. Va viure en una colònia d'Ohio i després es va unir durant sis mesos a la comunitat utopista de New Harmony, fundada pel socialista Robert Owen. La realitat de la vida al bosc, el rigor de l'hivern, el materialisme d'aquelles gents, tot allò el va decebre profundament. Aleshores va tornar a Europa l'any 1833. Però la seua desesperació es va atenuar arran de l'èxit que el seu primer recull havia obtingut durant la seua absència. Irònic, va escriure a Mayer : « Amb els poetes austríacs passa com amb els cigars a Bremen. S'envien a Amèrica, on reben l'estampilla estrangera, i en tornar a la pàtria tothom s'extasia amb el seu deliciós perfum, mentre que abans ni el diable els hauria volgut tocar. »
A partir de llavors va viure entre Stuttgart i Viena. L'any 1836 va aparèixer la seua versió del Faust i l'any següent Savonarola, una obra èpica en la qual l'establiment de l'opressió política i intel·lectual es mostra com una conseqüència del cristianisme. Els seus següents poemes, apareguts l'any 1838, van estar influïts per la seua dissortada passió amorosa per Sophie von Löwenthal (de soltera Kleyle, 1810 – 1889), muller d'un dels seus amics. Aquesta relació amb una dona coqueta i dominant, vienesa falsament pudorosa, va accelerar el seu enfonsament emocional, després d'una fase de boja passió. L'any 1842 va aparèixer Els albigesos, i el 1844 va iniciar la redacció del seu Don Joan, obra que va deixar inacabada i de la qual es va publicar un fragment després de la seua mort. El mateix any, després d'un atac, la seua creixent bogeria va fer impossible que continuara vivint entre els seus: després d'una temptativa de suïcidi va ser internat, a l'octubre de 1844 al « sanatori » (és a dir, a un hospital psiquiàtric) de Winnenthal, prop de Stuttgart, i després traslladat al maig de 1847 al « centre de cures » del Dr. Görgen a Oberdöbling, prop de Viena, on encara passaria tres anys abans de morir.
Per les seues versions; Faust, Savonarola, Els albigesos, Don Joan, se'l considera més aviat un adaptador que un creador. Només la poesia li va aportar una via d'expressió personal i original. El seu paradoxal lirisme, perquè canta la malenconia i la desesperació, ha inspirat molts músics. Robert Schumann va musicar alguns dels seus poemes, com ara Meine Rose, Kommen und Scheiden, Die Sennin, Einsamkeit, Der schwere Abend. Fanny Hensel (de soltera Mendelssohn-Bartholdy) va fer el mateix amb els poemes Der Vorwurf, Abendlied, Die Sennin. També Franz Liszt va inspirar-se en obres seues, principalment en Der traurige Mönch i en dos episodis del Faust.

## Obres
- Der Unbeständige (1822).
- Polenlieder (1835).
- Faust, ein Gedicht (1836).
- Savonarola (1837).
- In der Neujahrsnacht (1840).
- Die Albigenser (1842).
- Waldlieder (1843).
- Blick in den Strom (1844).
- Eitel nichts! (1844).
- Don Joan, fragments (1844).

## Posteritat
La seua ciutat de naixement, actualment a Romania, va canviar de nom en honor seu l'any 1926, passat d'anomenar-se Csatad a Lenauheim.